# Christina Aguilera: EU/UK Summer Series
Christina Aguilera: EU/UK Summer Series – europejska trasa koncertowa amerykańskiej wokalistki Christiny Aguilery, przypadająca na lato 2022 roku i mająca na celu promocję dziewiątego albumu studyjnego wokalistki pt. Aguilera. Seria koncertów rozpoczęła się 25 czerwca 2022 na Majorce, podczas Mallorca Live Festival. Ogółem odbyło się osiem występów w Wielkiej Brytanii, Monako i Hiszpanii, gdzie Aguilera koncertowała pierwszy raz od 2003 roku i trasy Stripped World Tour. Jest to pierwsza trasa artystki od czasu The X Tour (2019). Koncerty odbywające się pod szyldem EU/UK Summer Series zostały docenione przez krytyków, zbierając pozytywne recenzje.

## Informacje o trasie
Po tym jak rezydentura The Xperience w Las Vegas została anulowana z powodu pandemii koronawirusa, Aguilera zaczęła nagrywać materiały na swój dziewiąty album studyjny. Hiszpańskojęzyczna płyta Aguilera, o której mowa, ukazała się 31 maja 2022 roku i zebrała pozytywne recenzje krytyków. Na album złożyły się trzy wydawnictwa EP. Premierze pierwszego, pod tytułem La Fuerza, towarzyszyła zapowiedź nadchodzącej, promocyjnej trasy EU/UK Summer Series. Ogłoszono, że trzy pierwsze koncerty odbędą się na początku sierpnia 2022.
Koncert Aguilery w Hiszpanii był jej pierwszym od 2003 roku i występu w Barcelonie w ramach tournée Stripped World Tour.

## Recenzje
Stephen Dalton, dziennikarz The Times, wydał koncertowi w Liverpoolu cztery gwiazdki na pięć możliwych.
W omówieniu dla dziennika Liverpool Echo pisano, że podczas koncertu Aguilera „bez problemu prześlizguje się między balladami i utworami tanecznymi”. Chwalono też dobór strojów scenicznych wykonawczyni i jej katalog muzyczny. Recenzję skwitowano słowami: „[Wieczór z Aguilerą] był pełen magii, radości, tańca i fenomenalnej muzyki, atmosfera była elektryzująca”. Podobną recenzję wydał redaktor gazety Daily Mirror, który zauważył, że setlistę artystki zasiliły zróżnicowane utwory z jej katalogu. Koncertowi w Monte Carlo przypisał najwyższą możliwą ocenę (pięć gwiazdek), pisząc też, że widzowie „z oddaniem” śpiewali wszystkie piosenki Aguilery.

## Lista wykonywanych piosenek

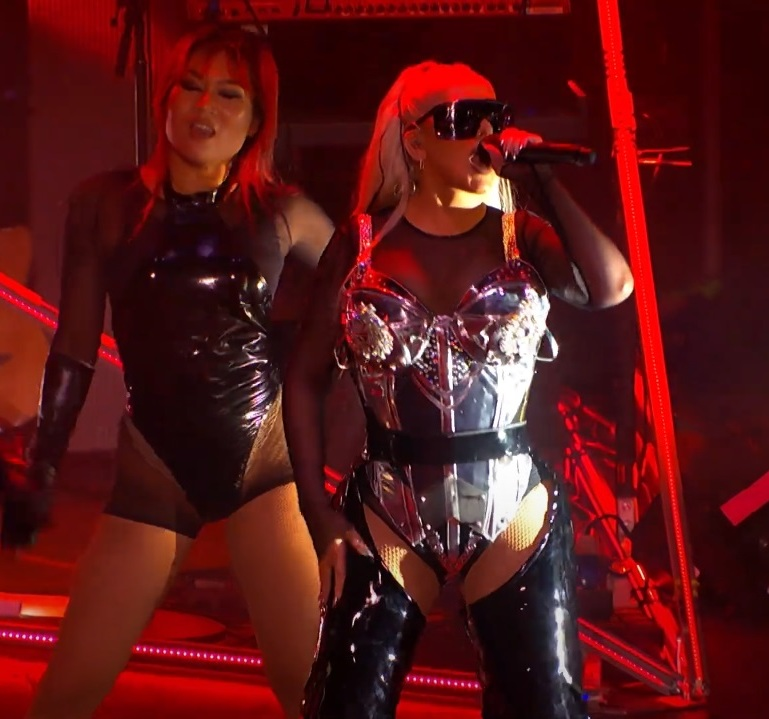
Aguilera podczas trasy koncertowej – występ w Marbelli.

- 1. „Are You Ready to Get Dirrty?” (wstęp; zawiera fragmenty piosenek „Your Body” oraz „Dirrty”)
- 2. „Dirrty”
- 3. „Can’t Hold Us Down”
- 4. „Bionic”
- 5. „Vanity”
- 6. „Genie in a Bottle”
- 7. „Ya llegué” (interludium)
- 8. „Santo”
- 9. „Suéltame”
- 10. „Como yo” (interludium)
- 11. „Pa mis muchachas”
- 12. „Feel This Moment” (zawiera fragmenty utworu „Desnudate”)
- 13. „Cristina” (interludium; zawiera fragmenty utworów „Tití me preguntó” Bad Bunny’ego, „Pepas” Farruka oraz „Dirrty”)
- 14. „Ain’t No Other Man”
- 15. „Show Me How You Burlesque” (interludium)
- 16. „Express”
- 17. „Lady Marmalade”
- 18. „Beautiful”

Encore
- 19. „Fighter”
- 20. „Let There Be Love”

## Występy
| Data            | Miasto/region                      | Państwo         | Wydarzenie                  | Miejsce koncertu             | Frekwencja    |
| --------------- | ---------------------------------- | --------------- | --------------------------- | ---------------------------- | ------------- |
| 25 czerwca 2022 | Calvià (Majorka)                   | Hiszpania       | Mallorca Live Festival      | Antiguo Aquapark Calvià      | 22,000        |
| 23 lipca 2022   | Calella de Palafrugell (Katalonia) | Hiszpania       | Cap Roig Festival           | Jardíns de Cap Roig          | 2,400 (100%)  |
| 25 lipca 2022   | Marbella                           | Hiszpania       | Starlite Festival           | La Cantera de Nagüeles       | (100%)        |
| 29 lipca 2022   | Monte Carlo                        | Monako          | Monte Carlo Summer Festival | Salle des Etoiles            | (100%)        |
| 2 sierpnia 2022 | Scarborough                        | Wielka Brytania | —                           | Scarborough Open Air Theatre | 8,000+ (100%) |
| 3 sierpnia 2022 | Liverpool                          | Wielka Brytania | —                           | M&S Bank Arena               | 15,000        |
| 5 sierpnia 2022 | Londyn                             | Wielka Brytania | —                           | The O2 Arena                 | ~20,000       |
| 6 sierpnia 2022 | Brighton                           | Wielka Brytania | Brighton Pride              | Preston Park                 | 80,000        |

### Występ anulowany
Anulowano występ, który miał odbyć się w Walencji, w środkowo-wschodniej Hiszpanii. Miał być on częścią wydarzenia o nazwie Diversity Valencia Festival, zaplanowanego na 22 lipca 2022; Aguilera miała dać koncert w kompleksie Ciudad de las Artes y las Ciencias. Podczas festiwalu mieli wystąpić także Iggy Pop, Måneskin, Ozuna, Kelis i Black Eyed Peas.